# Eburoni

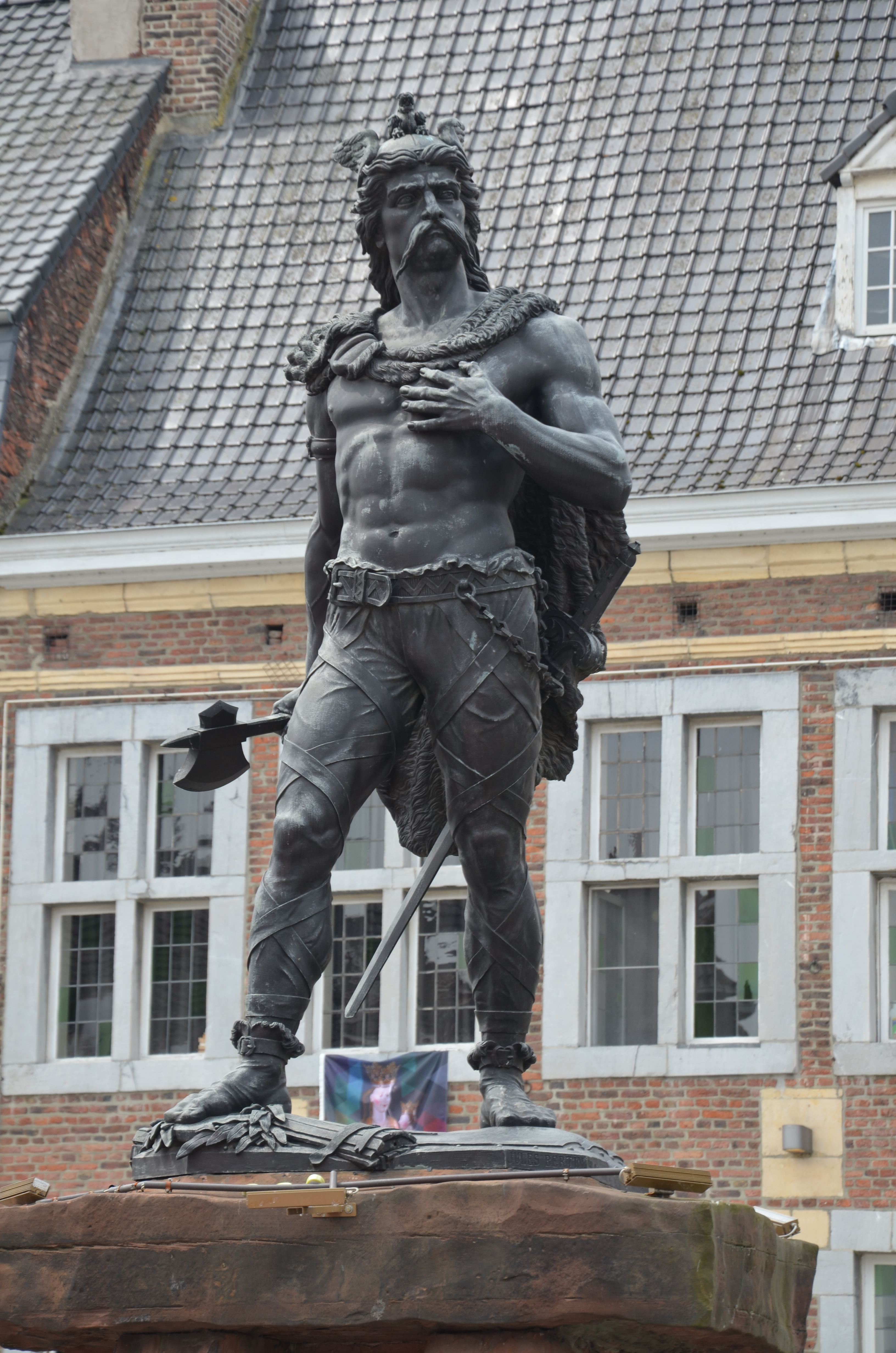
Socha vůdce Eburonů, Ambiorika, v Tongerenu.

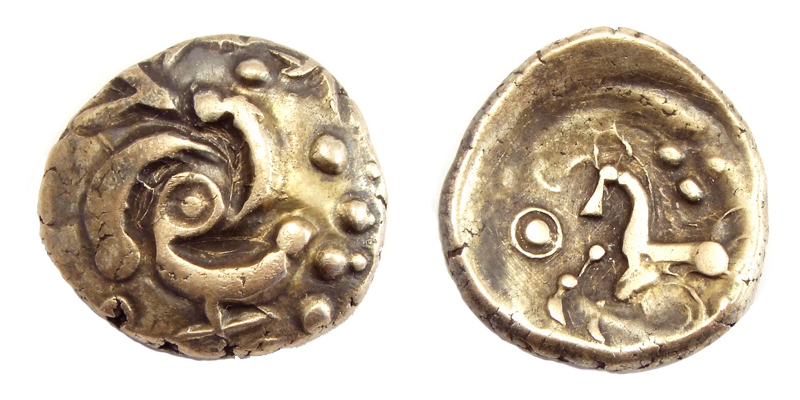
Zlatý statér Eburonů, s vyobrazením Triskelionu na přední straně a keltským koněm na zadní straně

Eburoni (řecky ÉΒούρονες Strabón) byl keltský kmen žijící na severovýchodě Galie. V době galských válek se území Eburonů rozkládalo na území dnešního jižního Nizozemska, východní Belgie a severního Porýní Německa. Přesto, že žili v Galii, byly některými starověkými letopisci popisováni také jako Belgové či Germáni. Primárním zdrojem informací o kmeni Eburonů a území jimi obývaném jsou Zápisky o válce galské římského vojevůdce Julia Caesara.

## Lokalita
Přesné hranice osídlení dnes nelze určit, ale je pravděpodobné, že region, který obývali, odpovídá do určité míry pozdější římské provincií Germania Inferior, uzavřenou severním ohybem Rýna a zahrnoval úsek řeky Mázy, táhnoucí se od Arden k říční deltě Rýna a Mázy. Caesar napsal, že největší část Eburonů se usadila mezi Mosou (Novou Mázou nebo Mázou) a Rýnem. Na základě těchto zpráv němečtí historikové soudí, že kmen obýval sever Eifelu, což je mnohem jižněji. Na jiném místě svého díla ale Julius Caesar napsal, že eburonská pevnost Aduatuca Tungrorum, se nachází v centru území Eburonů, ale pevnost Aduatuca Tungrorum bylo římské jméno pro dnešní město Tongeren, což by naznačovalo, že území Eburonů se rozkládalo více na západ od řeky Mázy. 

## Období galských válek

### Bitva u Sabis
Římské legie Julia Caesara se poprvé střetly s aliancí galských kmenů v severní Galii v roce 57 př. n. l. v bitvě u Sabis. Aliance kmenů byla vedena Galbou, vůdcem Suessionů a Boduognatem, vůdcem kmene Nerviů. I když byla galská aliance v početní převaze, nebyla organizovaná, Suessionové a Bellovaci se vzdali, když se Římané přesunuli na jejich území, ani Ambiani nekladli žádný odpor a tak až Nerviové spolu s Atrebaty a Viromandy utvořili nejdůležitější seskupení v bitvě a téměř se jim podařilo římské vítězství odvrátit. Eburoni nejsou výslovně uvedeni v popisu samotné bitvy, ale po bitvě je kmen Eburonů zmiňován jako jeden z kmenů, který nadále odolával římské nadvládě na severu Galie.

### Bitva u Atuatuca
V roce 54 př. n. l. se Caesarovy římské legie vracely z druhé výpravy do Británie a na území Eburonů se rozhodly přezimovat. V tomto roce bylo kvůli suchu málo úrody a tak římské legie byly nuceny zimovat odděleně na území několika kmenů. Římský vojevůdce Titus Labienus zimoval na území Remů, kde odolával treverskému Indutiomarovi, který římský tábor opakovaně napadal. Jedna oddělená legie a pět kohort pod velením Caesarových legátů, Quinta Tituria Sabina a Lucia Aurunculeia Cotta se utábořila nedaleko Atuatuca na území Eburonů. I zde byl nedostatek potravin příčinou konfliktů. Eburoni v té době povzbuzováni k revoltě treverským vůdcem Indutiomarem a vedeni vlastními vůdci Ambiorikem a starším Cativolcem, obklíčili římský tábor a lstí, v niž Římanům namluvili, že se je chystají napadnout mnohem silnější kmeny Germánů, přiměli Římany opevnění tábora opustit. Po opuštění tábora v Atuatucu Ambiorikovi válečníci římské jednotky napadli a téměř všechny vojáky zabili (asi 6000 mužů). V bitvě padli i legáti Quintus Titurius Sabinus a Lucius Aurunculeius Cotta. Toto vítězství Ambiorika povzbudilo k nabádání ostatních kmenů k revoltě a k dalším útokům na římská zimoviště, ale Římané své postavení vždy uhájili a útoky Ambriorika vždy potlačili. Vojáci Tita Labiena v jedné z potyček zabili i vůdce vzbouřených Treverů Indutiomara. Jeho přívrženci uprchli na druhý břeh Rýna.
Julius Caesar se na jaře roku 53 př. n. l. rozhodl odbojný kmen Eboronů potrestat. Jeho vojáci na eburonské území pobili obyvatelstvo, zpustošili vesnice, pobíjeli dobytek a ničili či zabírali všechnu úrodu, kterou nezničilo suché počasí. Vůdce Eburonů Ambiorix před Caesarovými vojsky utekl na druhý břeh řeky Rýna, kde zmizel beze stopy. Druhý vůdce Cativolcus, byl příliš starý a patrně neměl sil prchat před pronásledujícími římskými jednotkami a tak nejprve rituálně Ambriorika proklel a následně se otrávil šťávou z tisu. Caesarova vojska na území Eburonů zanechala jen ty, kteří se ukryli v pustých lesích s nadějí, že všichni během následující zimy zemřou hladem. Římský vojevůdce Quintus Tullius Cicero se s legií oddělil od ostatních a vydal se do Aduatuca, hlavního sídla Eburonů, aby ochránil majetek i zájmy Římanů. Caesar tímto potrestal loňské krveprolití a v belgické Galii nastolil římskou svrchovanost.
Území Eburonů bylo v následujících letech obsazeno germánským kmenem Tungrů. Tacitus napsal, že Tungrové byli původním germánským kmenem, který žil v severním Porýní a jejich způsob života odpovídá způsobu života Eburonů, což ho vedlo k domněnce, že Eburonové přežili pod novým kmenovým jménem.